# 万里の長城
万里の長城（ばんりのちょうじょう、簡体字中国語: 万里长城、拼音: Wànlǐ Chángchéng ワンリー チャンチョン、モンゴル語: Цагаан хэрэм、ᠴᠠᠭᠠᠨ
ᠬᠡᠷᠡᠮ、満洲語: ᡧᠠᠩᡤᡞᠶᠠᠨ
ᠵᠠᠰᡝ、šanggiyan jase）は、中華人民共和国に存在する城壁の遺跡。一部（後述）はユネスコの世界遺産（文化遺産）に登録されている。
中国には他にも長く連なった城壁、いわゆる長城は存在するが、万里の長城が規模的にも歴史的にも圧倒的に巨大なため、単に長城と言えば万里の長城のことを指す。現存する人工壁の延長は6,259.6 kmである。

## 概要

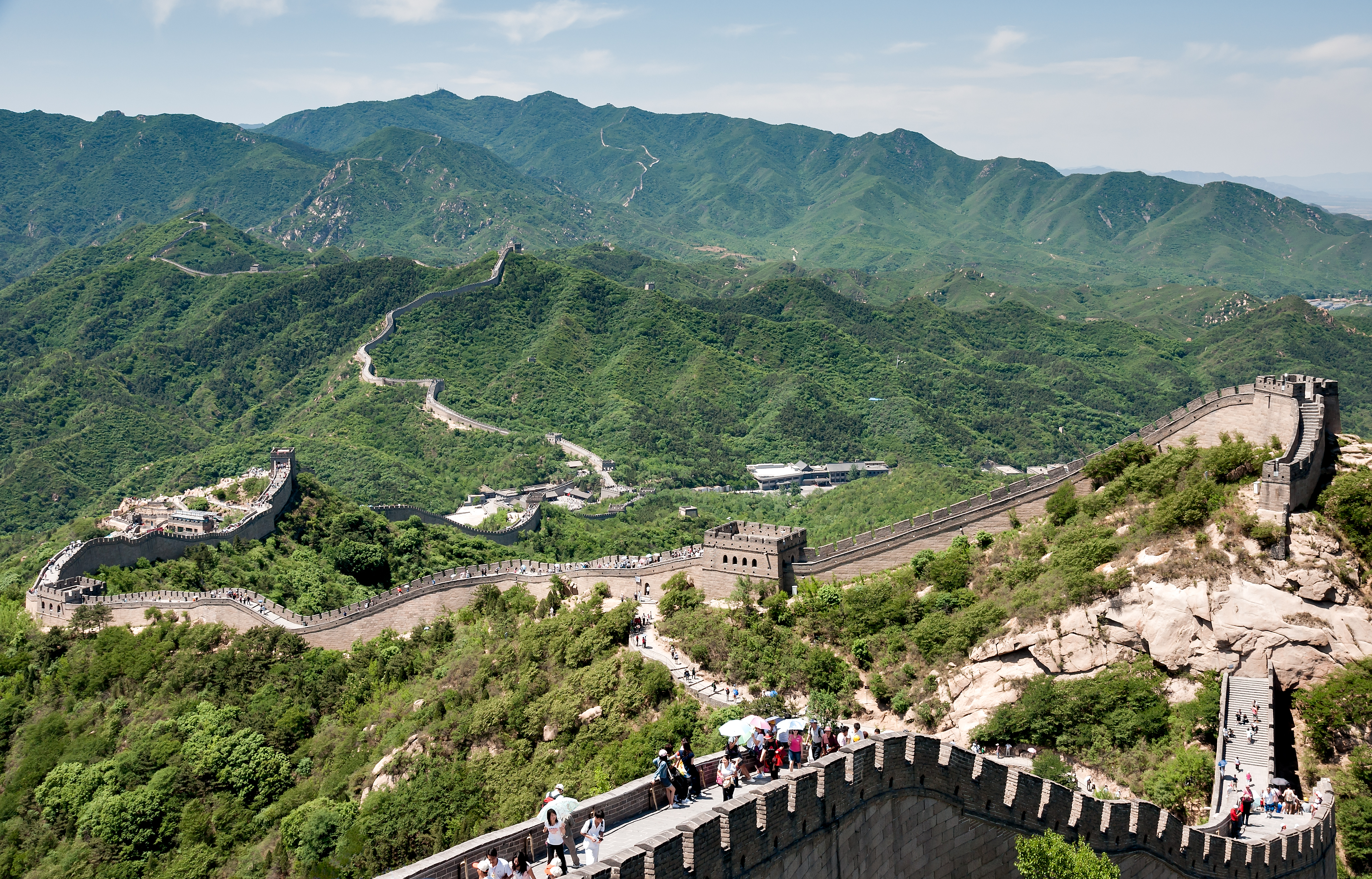
万里の長城

外側の外長城と内側の内長城があり、二重の守りとなる。
匈奴のような北方の遊民族が侵攻してくるのを迎撃するために、紀元前214年に秦代の始皇帝によって建設が始まった。
長城は始皇帝によって建設されたと一般には考えられているが、実際にはその後いくつかの王朝によって修築と移転が繰り返され、現存の「万里の長城」の大部分は明代に作られたものである。この現存する明代の長城線は秦代に比べて遥かに南へ後退している。
よく「農耕民族と遊牧民族の境界線」と言われるが、秦・漢代の長城は草原の中に建っているところが多い。これは両王朝が遊牧民族に対し優位に立ち、勢力圏を可能な限り北方へと広げようとしたためである。それに対し明代の長城は防衛を容易にするために中国本土に近いところに建設されており、とくに首都北京付近においてその傾向が強く、北京付近の長城は北京から100 kmも離れていない稜線上に設けられている。万里の長城は南北両勢力の境界線として機能したが、北方の遊牧民族も南方の農耕民族もお互いの物産を必要としており、長城沿いには交易所がいくつも設けられ、盛んに取引が行われていた。交易はいつもうまくいっていたわけではなく、北方民族側の思うとおりにいかない場合もあった。その交易を有利にするための威嚇として、明の力が弱い時期に北方民族は長城を越えて侵入を繰り返していた。また、長城は観念上においても両勢力の境界線として機能し、たとえば中原の諸王朝が北方遊牧民族を指す場合、「塞外」（塞は城塞の意味で、この場合万里の長城を指す）という言葉が用いられることも多かった。
万里の長城は建設後常に維持・利用されていたわけではなく、積極的に長城を建設・維持する王朝と、まったく長城防衛を行わない王朝の2種が存在し、各王朝の防衛戦略によって長城の位置も大きく変動している。始皇帝による建設以後においては、秦・前漢・北魏・北斉・隋・金・明は大規模な長城建設を行ったのに対し、後漢・魏・晋・五胡十六国の諸王朝・唐・五代の各王朝・宋・元・清は長城防衛をほとんど、あるいはまったく行わなかった。長城の建設位置に関しても、秦・前漢・金は中原から遠く離れた草原地帯に長城を建設したのに対し、北魏・北斉・明は中原に近い山岳地帯を中心に長城を建設した。
これらの歴代王朝による長城の遺跡は次々と発見されており、長城の長さや区間を特定、定義することは困難なものとなっている。
その長大さから「宇宙から肉眼で見える唯一の建造物」とも言われ、中華人民共和国の教科書にも掲載されていたが、実際には幅が細い上、周囲の色と区別が付きにくいため、視認することは出来ない。2003年に中国初の有人宇宙船「神舟5号」に搭乗した宇宙飛行士である楊利偉が「万里の長城は見えなかった」と証言したため、中華人民共和国の教科書からこの節は正式に削除された。2004年には中国系アメリカ人の宇宙飛行士であるリロイ・チャオが、国際宇宙ステーション（ISS）より180ミリ望遠レンズを付けたデジタルカメラで万里の長城を写真撮影することに成功したが、肉眼では見えなかったと証言している。
『史記索隠』『通典』など、様々な中国史書に「楽浪郡遂城県碣石山から秦の長城が始まる」と記録されており、これらの史書記録を基に、1910年に稲葉岩吉は、万里の長城は平壌まで達していたと主張した。稲葉岩吉の主張は、1982年発刊『中国歴史指導集』、東北工程、2012年公開の米議会調査局報告書にも反映されている。また、中国社会科学院から公式刊行された秦漢時代歴史地図も、万里の長城を朝鮮半島に深々と引き込んでいる。

## 歴史

### 万里の長城以前
国境に沿った長大な防御壁、いわゆる長城を最初に建設したのは斉 または楚 とされ、春秋時代に建造はさかのぼるとされる。やがてこの長城建造は他国にも波及し、戦国時代には外敵に備えるために、斉や韓、魏や楚のように北方牧民族と接していない国も含めた戦国七雄のすべての国々が特に警戒すべき国境に長城を建設していた。そのなかで、遊牧民族に備えるために北の国境に長城の建設を行っていたのは燕、趙、秦の3か国であった。秦の長城は現在の甘粛省岷県から北東に、黄土高原を貫いて現在のフフホト市トクト県まで伸びていた。趙の長城は本来の趙の本拠地からはるかに北に離れた黄河の北岸から現在の河北省にかけて走っており、さらに黄河屈曲部の河套平原の北、陰山山脈の南麓にもう一本長城を建設していた。これは国土北部に広がる遊牧地帯への勢力拡張と、その先にある広大な可耕地である河套平原の確保を目的としていたとされる。燕の長城は長大であり、現代の河北省北部から遼寧省を取り囲むように伸び、さらに鴨緑江を越えて朝鮮半島にまで伸びていた。この長城は戦国時代初期に燕が東胡を圧迫して得た遼西・遼東の新領土を確保するために建設されたものであり、建設時期としては各国長城の中で最も新しいものの一つであった。

### 建設
こうした長城をつなげ、「万里の長城」と呼ばれる一体化した大長城に再構築したのが始皇帝である。彼は中華を統一後に国内にある長城を取り壊すと、遊牧民族に備えるために北に作られた3か国の長城を修復・延長し、繋げて大長城とした。
この時の長城は版築により粘土質の土を固めて築いた建造物であり、馬や人が乗り越えられなければ良いということで、場所にもよるが、多くの区間はそれほど高くない城壁（幅3 - 5 m、高さ約2 m）だったという。当時は東部においては現在の物よりかなり北に、西部においてはかなり南に位置しており、現在の甘粛省岷県から陝西省北部、内モンゴル自治区南部、河北省北部から遼寧省北部を通り、その東端は朝鮮半島に及んだ。また趙の築いた陰山山脈の長城もそのまま修復・維持されていた。

### 武帝による修復と延長

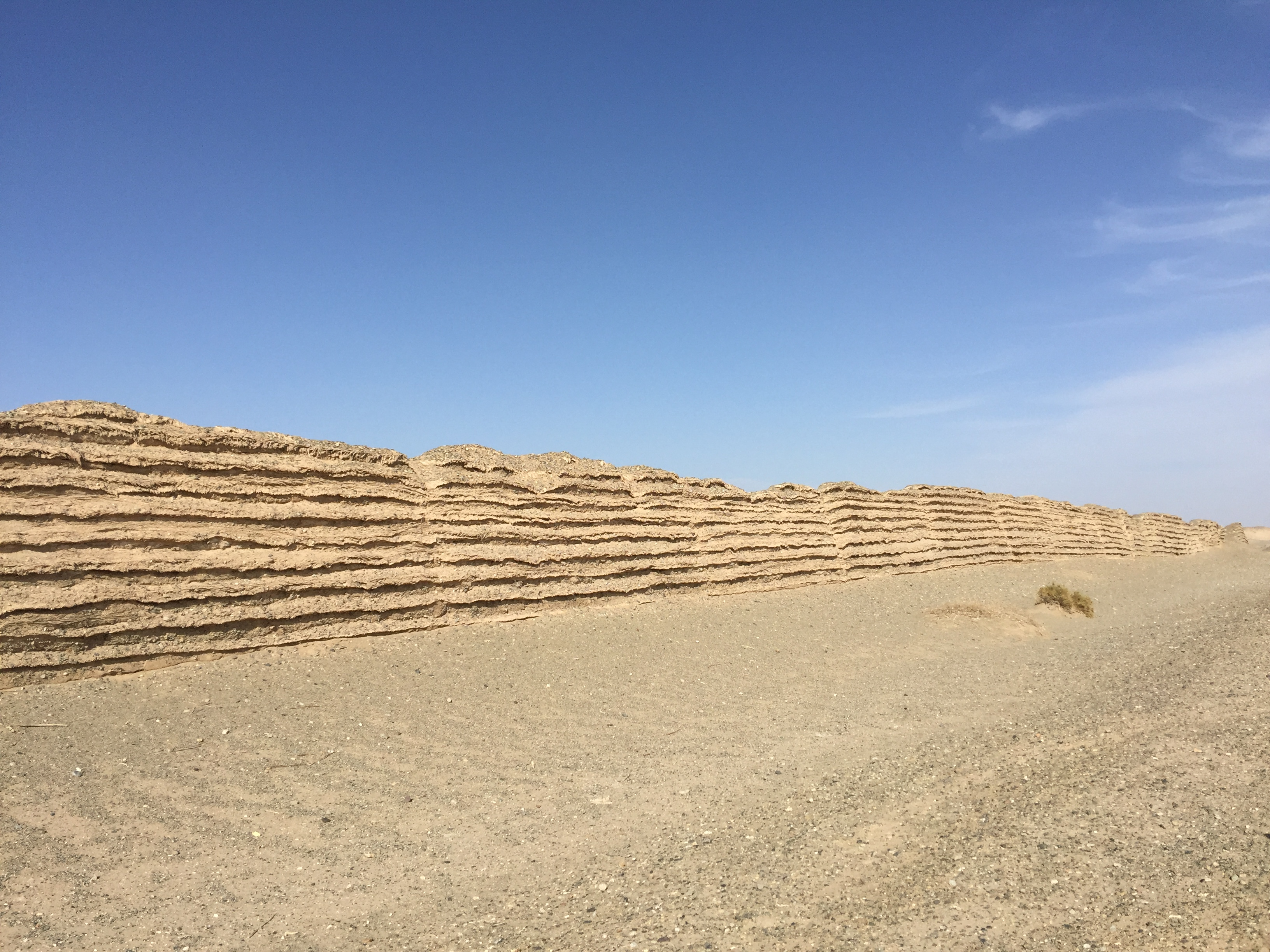
敦煌にある前漢の長城

始皇帝の没後秦は崩壊し、その混乱の隙をついて北方では匈奴が強盛となり、中原王朝を圧迫するようになった。このため長城は前漢にも引き継がれたものの、修復と維持にとどまって延長工事は行われず、また匈奴の領域となった河套平原の北の長城は放棄されていた。この状況が大きく変化するのは武帝の時代である。武帝は匈奴に対し積極攻勢に打って出て領土を大きく拡張し、その新領土を守る形で長城を延長していった。まず紀元前127年に衛青が黄河屈曲部以南および河套平原を占領すると、すぐに陰山山脈の長城を復活させて守りを固めた。ついで紀元前121年に霍去病が祁連山脈北麓のオアシス都市群、いわゆる河西回廊を獲得し西域諸国へのルートを確保すると、紀元前111年にこの地域を守るための長城建設が開始され、紀元前100年には完成した。これにより長城は黄河上流からはるかに西へと延長され、玉門関にまで達した。さらに紀元前102年には陰山山脈の長城のさらに北、山脈北麓に2本の長城を増設し、防衛線をさらに北進させた。同時に河西回廊においても、酒泉から流れる弱水の流れに沿って長城が建設され、さらに弱水の終点であるオアシス・居延沢を囲むように長城が建設された。先述の陰山北麓の長城は居延の長城と連携できる位置に建設され、これによって黄河から河西回廊にいたる広大な砂漠・草原地帯が匈奴から漢の領域に併呑された。また、これにより長城の総延長は約20000里（7930 km）に達した。この漢の長城はすべての長城の中でも最も長く、西は現在の甘粛省西端にある玉門関から東は朝鮮半島北部にまで達していた。

### 長城の放棄と南北朝時代の復活
しかしこの長城も8年に建国された新王朝期の混乱によって大打撃を受け、25年に後漢が建国されたころにはかなり荒廃した状態となっていた。光武帝期にはやや復興の兆しがあったものの、結局のところ維持ができず、後漢の半ばごろには長城は放棄されてしまった。その後、三国時代や五胡十六国時代には北方異民族の力が強くなり頻繁に侵入が繰り返されたものの、中原の諸王朝に長城を維持する国力はなく、長城防衛は放棄されたままだった。
長城防衛が復活するのは、華北を統一した鮮卑族の北魏王朝の時代である。この時期、北魏のさらに北方に柔然が勃興し勢力を強めたため、北魏は423年に首都平城の北側、現代の北京の北側から陰山山脈の南麓にかけて長城を建設し、その来襲に備えた。この長城は、漢代長城よりかなり南寄りに位置し、東部はほぼ現在の線に沿ったラインに建設されていた。この長城はその後渤海にまで延長され、東西分裂後の東魏、さらには北斉にも引き継がれた。北斉の時代には柔然に代わって突厥が勢力を拡大し盛んに南進したため、この長城に加え、さらに華北平原の北、山海関から北魏の長城まで長城を延長し、さらにそこから太行山脈の南端まで長城を建設することで、首都鄴のある華北平原を取り囲む一大長城を建設した。さらにその西、晋陽の西側の山脈に南北に走るもう一つの長城を建設し、領土を長城で固く守る体制を作り上げた。この長城は552年から565年にかけて建設されたが、北斉の内政は混乱を続けており、北周の侵攻に長城は何の役割も果たさないまま577年に北斉は滅亡した。北周を簒奪して建国され、のちに中国を統一した隋もこの長城を維持し、さらに文帝は首都大興を守るために黄土高原を東西に横切る長城を建設した。煬帝もいくつかの長城を建設している。
その後、唐王朝は長城防衛そのものをふたたび放棄し、その後の五代十国や宋王朝もこの方針を引き継いだため、長城はしばらく中国史から姿を消した。ただし、漢民族の王朝ではなかった西夏、遼も長城のような防衛線を定めて城を築いていた。

### 金の界壕
長城が復活を遂げたのは、女真の建国した金の時代であった。金はさらに北方からの襲撃を恐れ、国境の線に沿って界壕と呼ばれる長大な空堀を掘った。界壕の内側には掘った土を盛り上げて城を築き、ここで実質的に長城防衛が復活した。界壕の位置は時代によって異なり、1138年ごろに最初に築かれた界壕は現代の内モンゴル自治区北部、呼倫湖の北側を走っていた。その後、そこからかなり南下した内モンゴルの草原の中に1181年ごろに界壕が築かれ、さらに1190年ごろには大興安嶺山脈の北に沿って界壕が築かれた。これらの界壕の建造場所は徐々に南下しており、金が草原地帯の支配権を失っていき領土が縮小していったことを示している。この界壕は非常に堅固なものであったが、モンゴル人の建国したモンゴル帝国によって難なく突破され、長城を越えて侵入したモンゴルによって金は滅亡した。金に代わって中国を支配するようになったモンゴル人の元は長城を築かなかった。

### 現存長城の建設

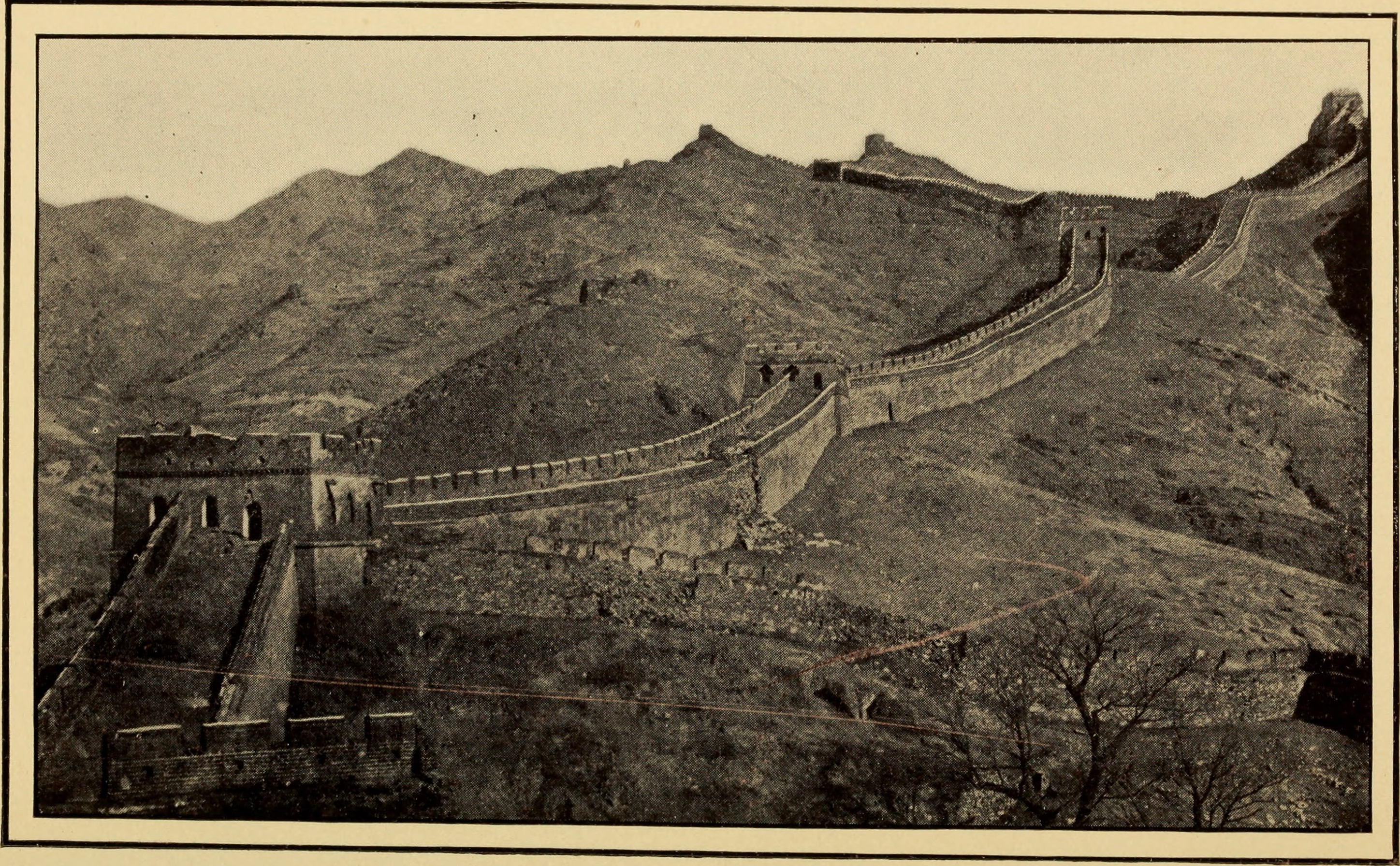
万里の長城（明代）

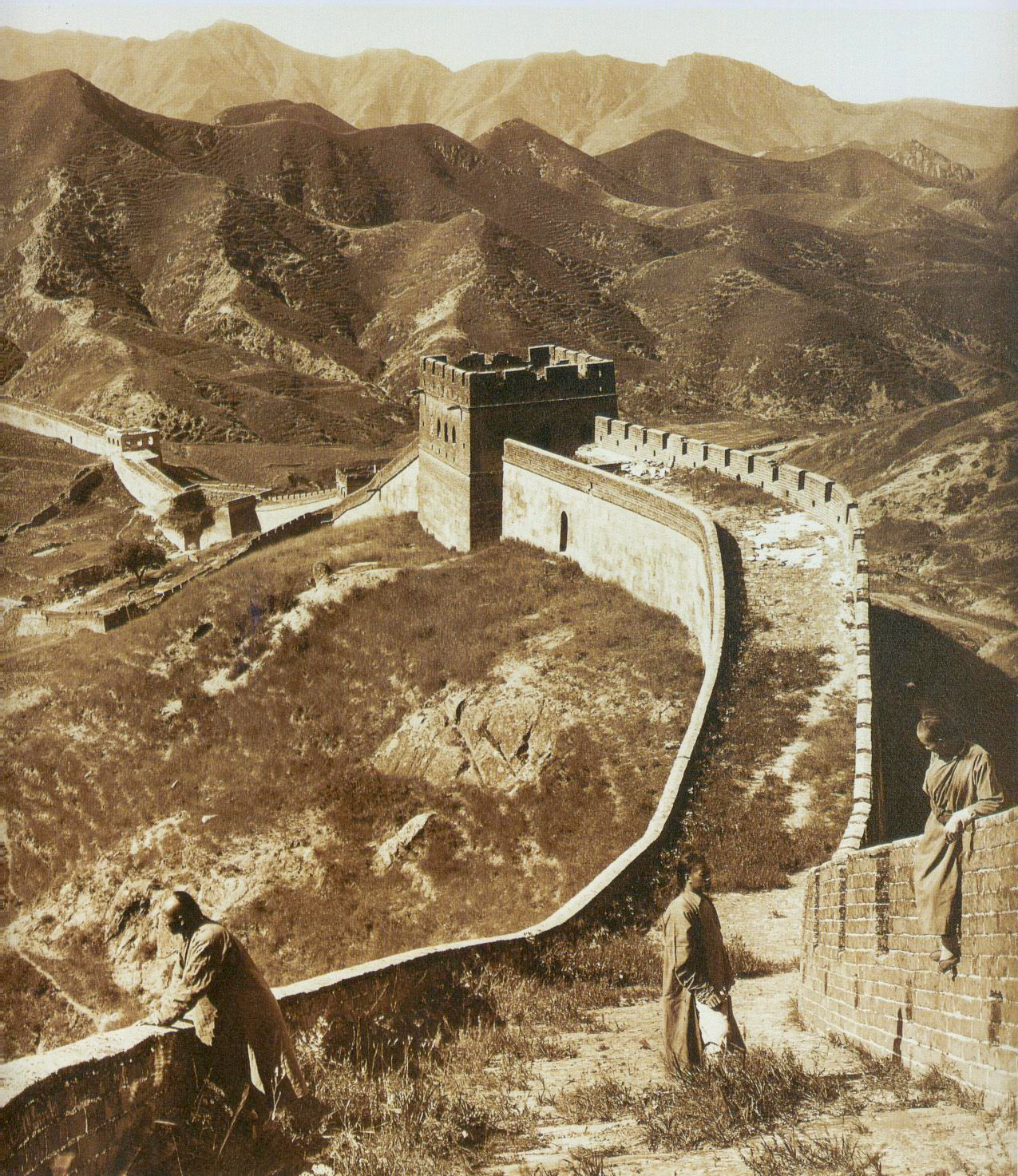
清代後期の長城の古写真（1907年）

南方から興った中国人の王朝である明が元王朝を北方の草原へ駆逐しても、首都を江南の南京に置いた朱元璋は長城を復活しなかった。長城防衛を復活させたのは明の第3代皇帝である永楽帝である。首都を遊牧民族の拠点に近い北京へと移した永楽帝は、元の再来に備えて長城を強化する必要に迫られ、北方国境全域において長城を建設した。しかし長城防衛が本格化していくのは永楽帝の時代ではなく、第5代の宣徳帝の時代になってからである。この時代に、永楽帝時代に北進していた前線を後退させ、かわりに長城による防衛が用いられるようになったためである。この長城防衛は、1449年の土木の変によって正統帝がオイラトのエセン・ハーンに捕虜とされたことからより重視されていくようになった。それまでの版築による低い長城から、磚（レンガ）による堅固な長城へと改築が進められたのもこの時代である。長城そのものも新設や延長が繰り返され、西は甘粛省西部にある嘉峪関から河西回廊の諸都市を守る形で東へ走り、銀川盆地の北側から黄土高原を西進し、山西省の北側の稜線を通って燕山山脈を走り山海関に達する長大な長城が完成した。山海関付近からは、さらに遼西遼東を守る形で北方に伸びた部分も15世紀には建設され、東端は李氏朝鮮との国境である鴨緑江にまで達していた。さらに長城は一本だけではなく、長城主線の補助として銀川付近から北京北方にいたるまでの間は二本目の長城が築かれ、二重の守りを固めていた。特に首都北京周辺は長城が近接していることもあり厳重に守りが固められた。しかし長く伸び過ぎた長城を守ることは難しく、しばしば遊牧民は長城を突破した。1550年には庚戌の変が起き、モンゴルのアルタン・ハーンが長城を突破して北京を包囲している。これを受け、1568年には譚倫や戚継光らによって北京北方の長城が大規模に改修された。
明末に満洲族（女真）が勃興して1616年に後金を建国すると、明との間で長城の東端を巡り死闘が繰り返された。遼東に張り出すように伸びていた部分はヌルハチによって破られ、1619年のサルフの戦いによって山海関以東の地域はほぼ後金の手に落ち、長城は山海関にまで後退した。その後も後金は明に対して有利に戦いを進めるも、名将袁崇煥に阻まれ長城の東端の山海関を抜くことができなかった。袁崇煥は後金の謀略にかかった明の崇禎帝に誅殺された。その後に明は李自成に滅ぼされ、後金から改名していた清は、明の遺臣の呉三桂の手引きにより山海関を越え、清の中国支配が始まった。そもそも征服王朝である清にとって長城は意味のないものであり、その後、長城防衛を行うことはなく放棄された。

## 構造

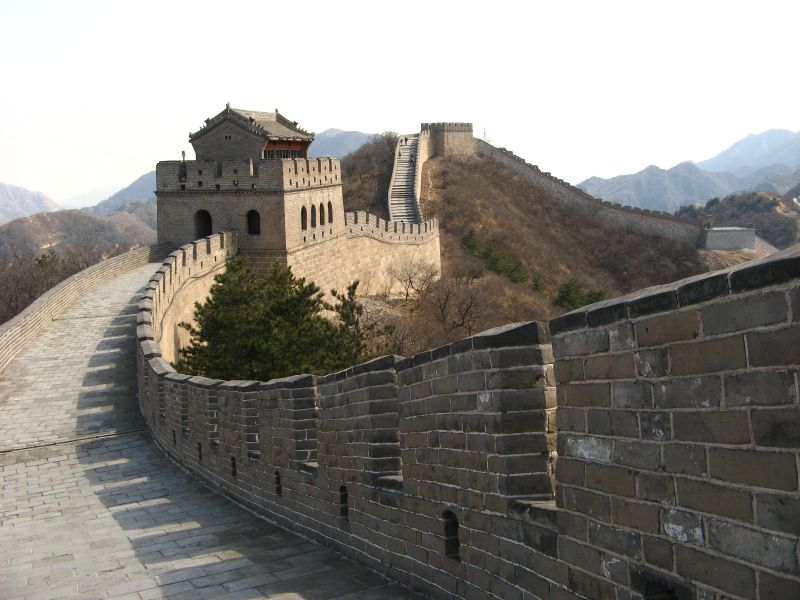
八達嶺長城。壁面は煉瓦によって覆われ、頂面は人が楽にすれ違えるほどの幅の通路となっている。内側の壁は柵の役割を果たすのみであるが、外側の壁は切込みが一定間隔で入り内側よりも高く、外敵に対する防護壁の役割を担っている。数百mごとに敵台が設けられ、戦闘時の拠点となる

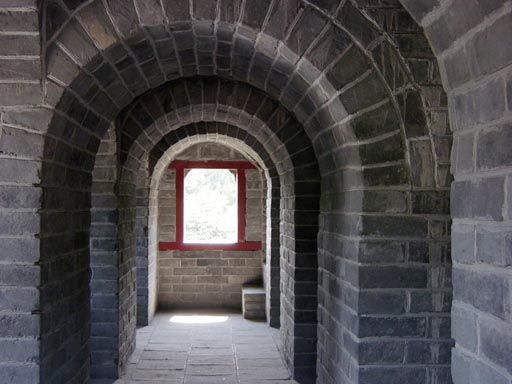
八達嶺長城の敵台内部

長城の材質は、建造当初は版築によって突き固めた土壁であり、乾燥地においては日干しレンガも用いられたが、明の時代にレンガ（磚）が大量生産され安価となると重要拠点は次々とレンガ壁へと改造された。特に防衛上重要だった北京周辺においてこの改造は重点的に行われ、八達嶺長城など現代において観光名所となっている長城のほとんどは煉瓦壁となっている。ただし煉瓦壁といっても煉瓦でできているのは表面部分のみで、壁面内部は土が詰め込まれていた。また、明代には石積みの長城も建設された。
長城の幅や高さも時代が下るにつれて大きくなっていった。明代長城の場合、長城の高さは平均で7.8 m、底面の幅は平均6.5 m、頂面の幅は平均で5.8 mとなっていたが、周囲の地形によってこれには変動があり、峻険な地形においては壁面の高さは低く、平原においては高くなっていた。頂面は平らになっており、多くの場合人が通行できるようになっていた。また頂面の両脇には低い壁が作られ、転落防止用の柵の役割を果たしていた。頂上外側の壁は頂面に詰める兵士たちの防護壁としての役割を持っており、そのため一定の間隔で壁に切り込みが入っていて、銃眼の役割を果たしていた。ただし地形上の制約によって頂面に通路がなく、ただ壁のみが建設されている部分も存在する。頂上には排水溝が刻まれ、また外部の敵に石を落とす落とし口も設けられていた。また兵士は基本的には長城の下におり、戦闘時には長城にのぼって戦闘を行ったため、内側からは長城への登り口も各所に設けられていた。長城の上には200 mから300 mごとに敵台が設けられ、戦闘時の拠点となるよう設計されている。敵台には望楼が設けられることもある。
長城は膨大な長さになり、そのすべてに兵士を貼りつかせることは不可能であるため、烽火台を長城近辺に建設して急を知らせ、また迅速な情報伝達と兵力の投入を可能とすることで長城の兵力不足を補っていた。この烽火システムは長城外部の見張り台、および長城内部の諸都市や首都と結ぶ烽火システムと連携していた。
長城は外部の騎馬民族の侵攻を防ぐための障壁であるが、平時においては内部と外部には頻繁な交流があったため、いくつかの関所を設けて交易の便を図っていた。関所の内側には関城と呼ばれる城塞が作られ、兵士たちの居住の場となった。関所の外側にはしばしば甕城と呼ばれる半円形の城壁が張り出して設けられ、城門を保護していた。関所は内側の中華世界と外側の遊牧世界との接点であったため、この場所において盛んに交易がおこなわれた。これは互市と呼ばれ、中国からは絹や茶、金・銀が輸出され、遊牧民からは主に馬が輸出されてとくに塞外の遊牧民族にとっては重要な経済活動の一つとなっていた。ただしこの交易においてはしばしば摩擦が発生し、1550年にはこのトラブルからモンゴルのアルタン・ハーンが長城を突破して北京を包囲する、いわゆる庚戌の変が起こっている。

### 主な長城・関の一覧

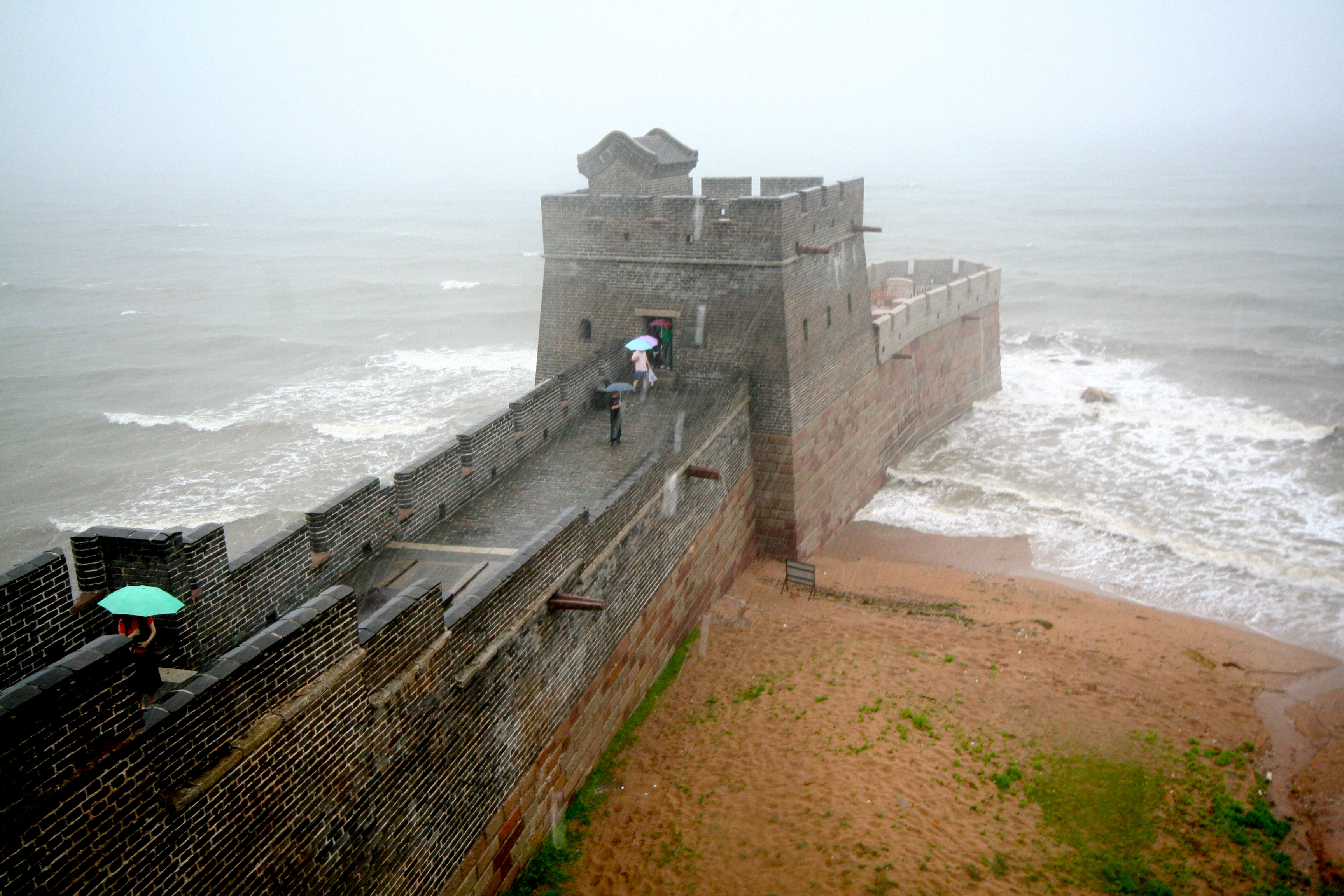
長城本線の東端、老龍頭

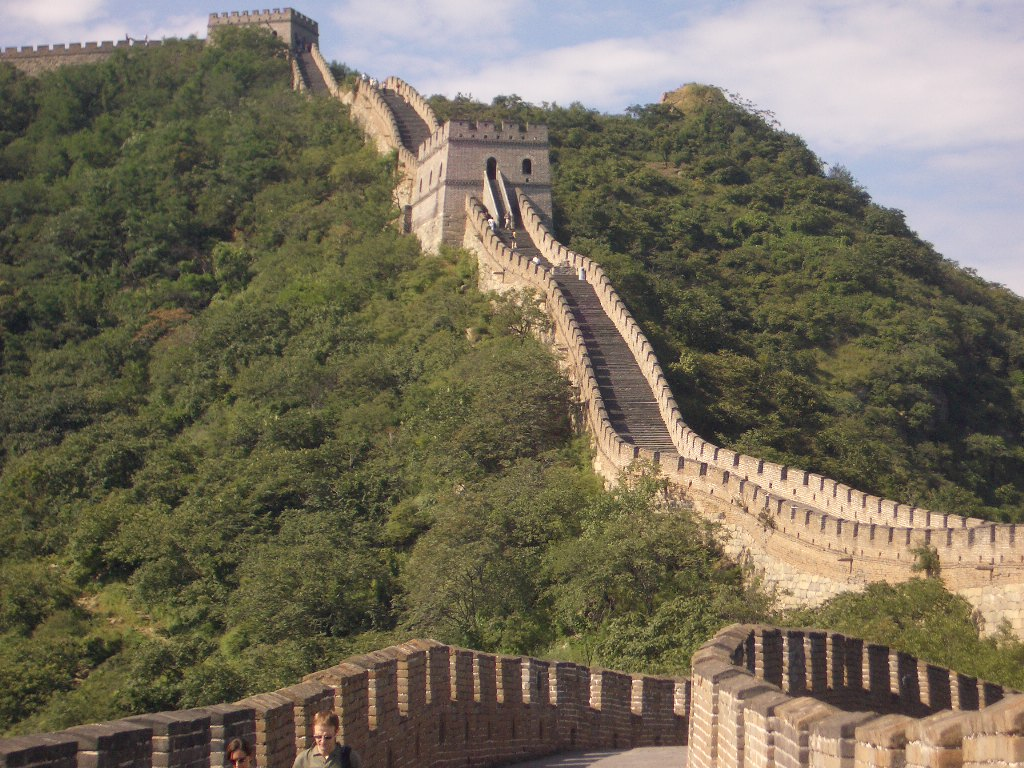
明代・慕田峪長城

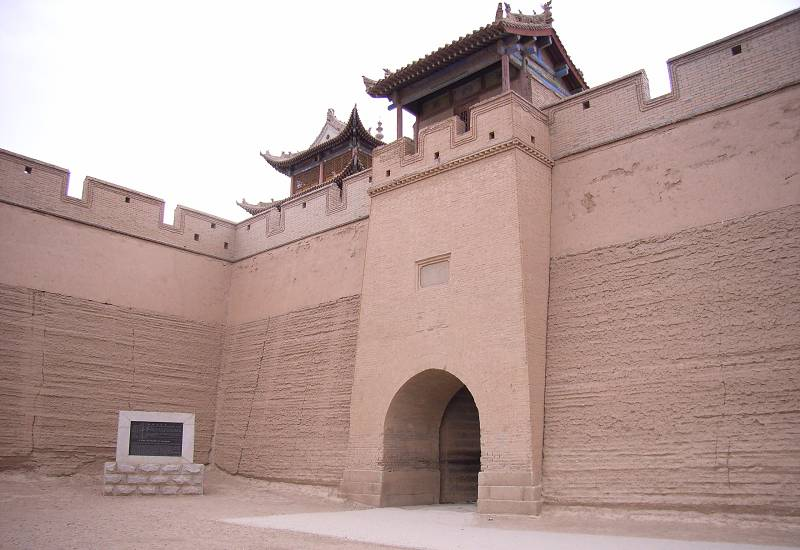
明代の長城西端にあたる嘉峪関の門

※東から西の順。

#### 北京以東
- 虎山長城

遼寧省丹東市にあり、明代長城の支線の東端にあたる。
- 老龍頭長城（ろうりゅうとう）

山海関にほど近い長城。ここで明代長城の本線は海中に没する。
- 山海関（さんかいかん）

河北省秦皇島市にあり、明代長城本線の東端にあたる。
- 黄崖関長城（こうがいかん）（天津市薊州区）

#### 北京周辺
※北京近辺で訪問できる場所
- 司馬台長城（しばだい）

険しい山の上に築かれている。あえてあまり修復されていない。
- 金山嶺長城（きんざんれい）

慕田峪と司馬台の間にあり、司馬台とお互いに徒歩で行き来できる。
- 蟠龍山長城

あえて全く修復せずに公開された長城。崩れかかった長城の上に歩道だけを整備して公開された。
- 古北口長城（こほくこう）
- 大榛峪長城（だいしんよく）
- 黄花城長城（こうかじょう）
- 慕田峪長城（ぼでんよく）

八達嶺に次ぐ著名な見学地。ロープウェイが存在するため登りやすい。
- 箭扣長城（せんこう）
- 八達嶺長城（はったつれい）

もっとも有名な見学地。ツアーのほか北京市内からの路線バスも頻繁にあり、多くの観光客が押し寄せる。
- 水関長城（すいかん）
- 居庸関 ・居庸関長城（きょようかん）

八達嶺長城のすぐ北京寄りにある。元代に建築された雲台が著名。2006年に修復後公開された。
- 挿箭嶺長城（そうせんれい）

#### 北京以西

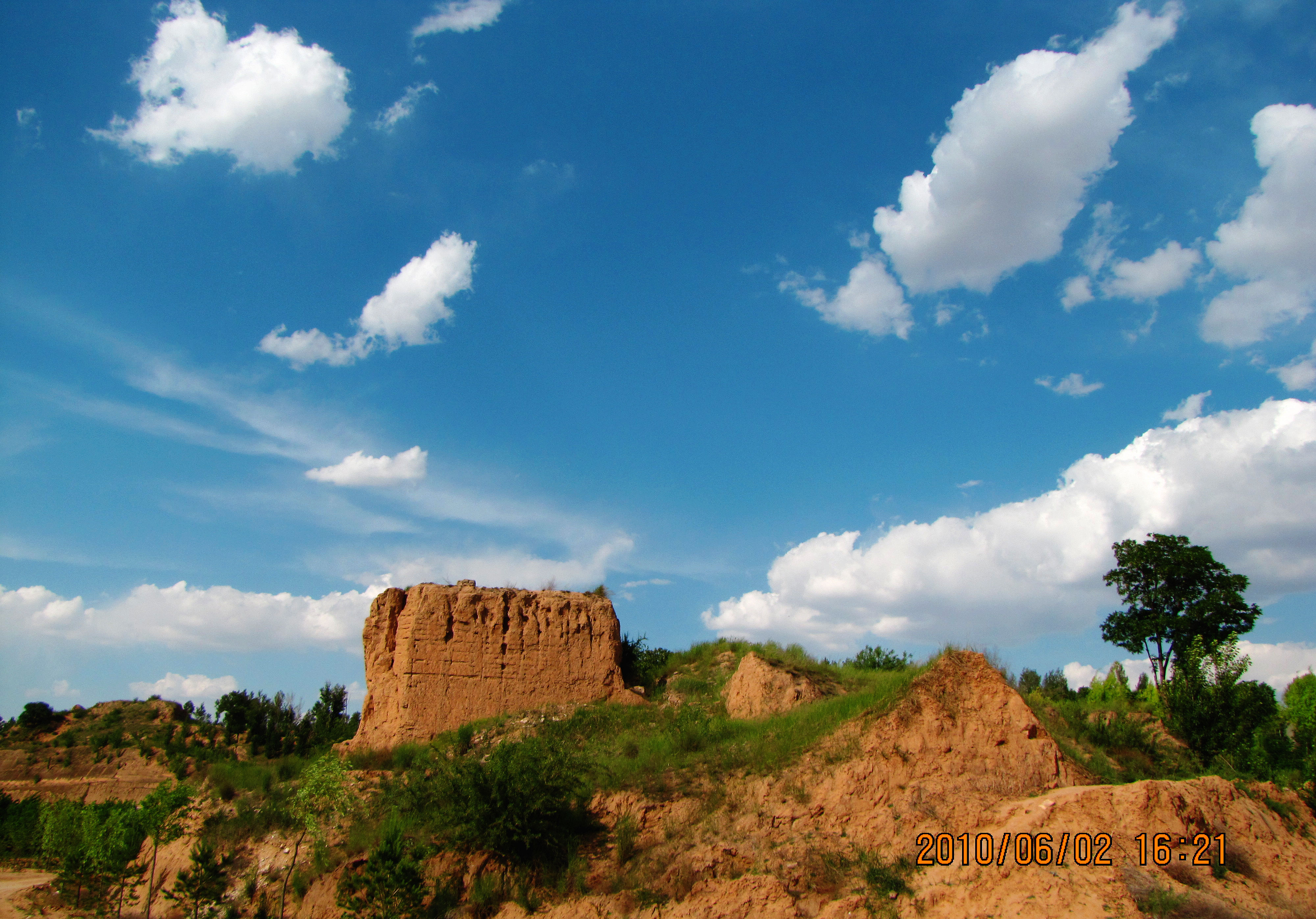
明・長城の狼煙台（楡林市）

- 老牛湾長城（ろうぎゅうわん）
- 楡林鎮北楼（ゆいりんちんほくろう）
- 三関口長城（さんかんこう）
- トングリ砂漠長城
- 丹峡口長城（たんきょうこう）
- 嘉峪関（かよくかん）

甘粛省嘉峪関市にある関で、明代長城の西端にあたる。
- 河倉城（かそうじょう）
- 玉門関（ぎょくもんかん）

甘粛省敦煌市にある関で、嘉峪関よりは西にあり、漢代長城はここを西端としていた。
- 陽関（ようかん）

玉門関と共に「二関」として設置され、玉門関のすぐ南にあるのでこう呼ばれた。

## 遺産登録

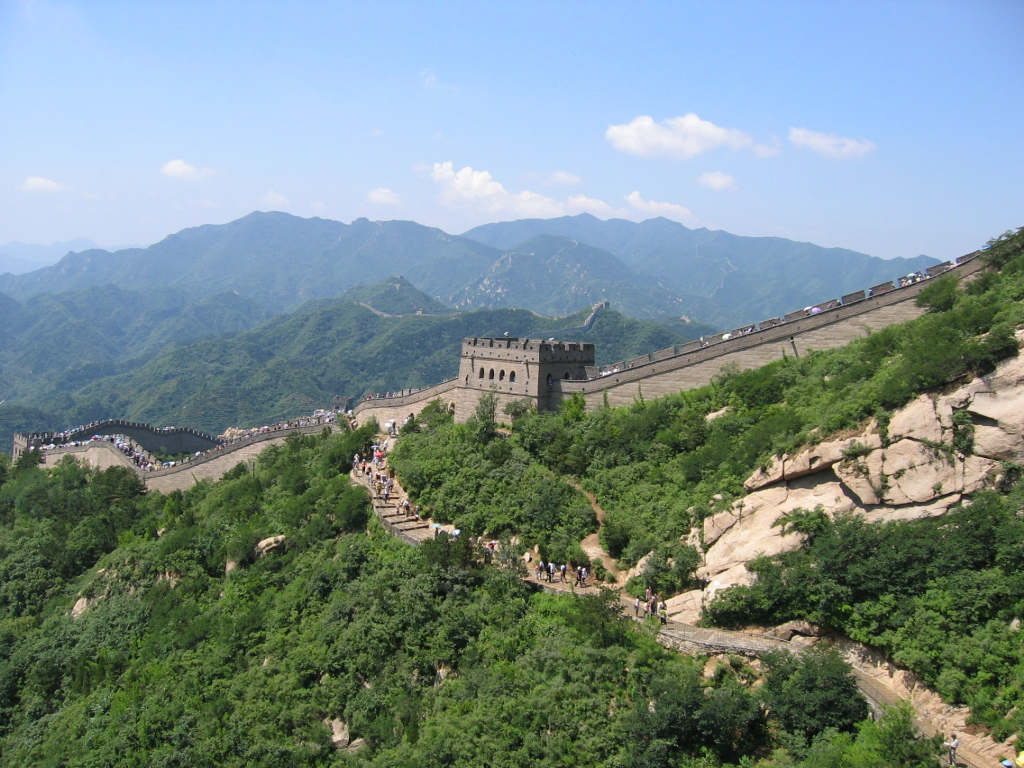
万里の長城

万里の長城は1987年に世界遺産に登録され、登録箇所は八達嶺長城、山海関、嘉峪関の3か所である 。この世界遺産は世界遺産登録基準のうち、以下の条件を満たし、登録された（以下の基準は世界遺産センター公表の登録基準からの翻訳、引用である）。
- (1) 人類の創造的才能を表現する傑作。
- (2) ある期間を通じてまたはある文化圏において、建築、技術、記念碑的芸術、都市計画、景観デザインの発展に関し、人類の価値の重要な交流を示すもの。
- (3) 現存するまたは消滅した文化的伝統または文明の、唯一のまたは少なくとも稀な証拠。
- (4) 人類の歴史上重要な時代を例証する建築様式、建築物群、技術の集積または景観の優れた例。
- (5) ある文化（または複数の文化）を代表する伝統的集落、あるいは陸上ないし海上利用の際立った例。もしくは特に不可逆的な変化の中で存続が危ぶまれている人と環境の関わりあいの際立った例。

## 観光名所と文化財保護における問題

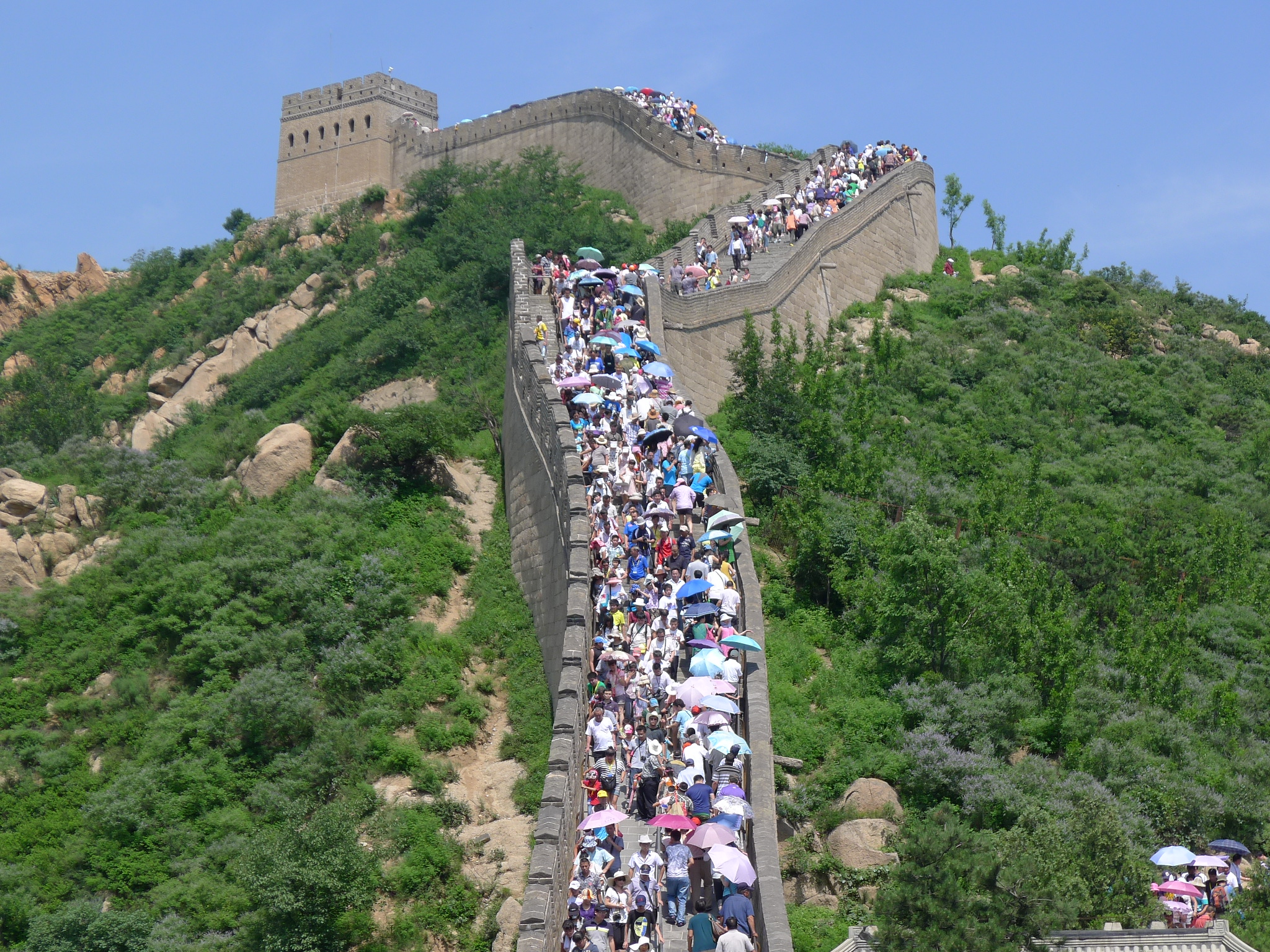
観光客で混雑する状況(2012年7月)

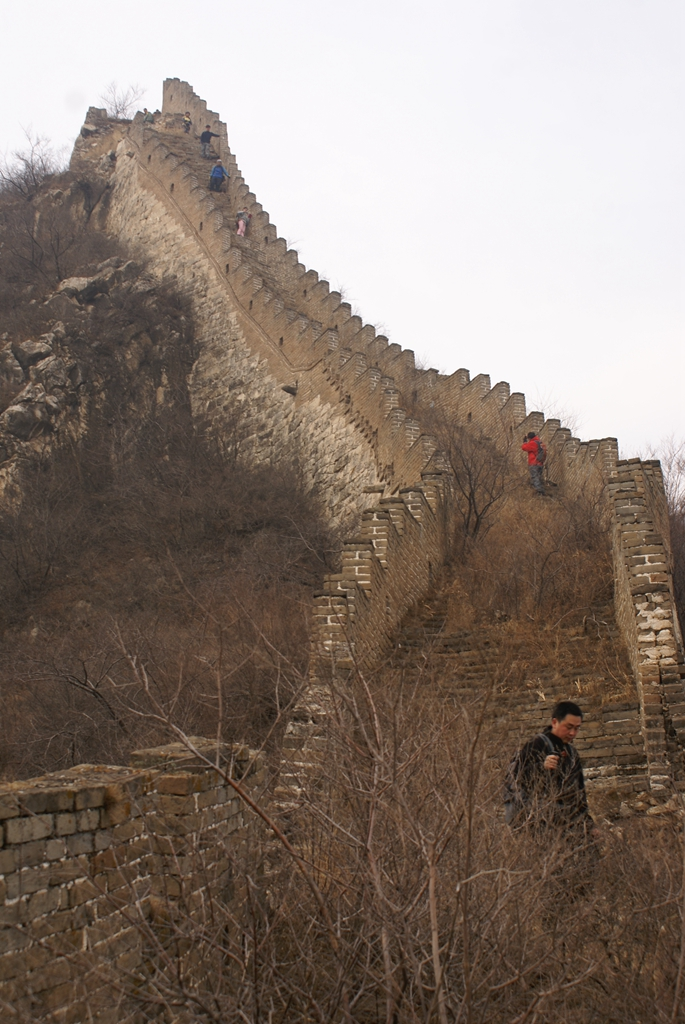
整備されていない「野長城」。保護のために立ち入り禁止であるが、侵入する観光客が後を絶たず問題となっている。

中国人民武装警察部隊の徽章。下部に万里の長城が見られる。

現在、万里の長城は中華人民共和国政府によって、重要な歴史的文化財として保護されているが、万里の長城はあまりにも長大すぎるために、メンテナンスの手が行き届かず、観光用に整備された一部のほかは、かなりの部分が、明代に建設されて以降整備されることもなく、そのまま崩落するに任せている状態である。
一方で、修復の進んだ北京市周辺の長城は、観光名所として多くの観光客が押し寄せている。特に八達嶺長城は、北京市から60 kmというアクセスの良さも相俟って、中国観光の目玉の一つとなっており、世界からも観光客が押し寄せる場所である。
著名人も中華人民共和国を訪問した際に、万里の長城を訪問することは珍しくない。中華人民共和国においても、万里の長城は大観光地のひとつであり、大型連休期間中などには、長城を埋め尽くすほどの観光客が押し寄せる。
観光客向けに整備されていない長城は野長城と呼ばれる。近年は整備されていない野長城としての趣を評価する向きもあるが、ただでさえ崩落が進み危険な野長城にわざわざ登って荒らしたり遭難したりする観光客がみられたため、野長城に登ることが2006年施行の「長城保護条例」で禁止された。
しかし、未だに野長城に登ろうとする観光客が後を絶たず、2011年には北京市だけで49件の事故・9人が死亡し、2012年には日本人ツアー客が、野長城の付近の山で遭難して死亡する事故があった（野長城は、険しい山中にあるため、山に入る時点で危険であり、中国の法令に違反しているため、ツアーでも絶対に登ってはいけない）。
また、地元住民が長城のレンガを建築資材用に盗んだり、骨董品として販売するなどし、万里の長城の破壊が進んでいる。また、長城がダム工事により一部沈んだり、道路建設により分断もされている。観光客の多い北京市近郊などでは、心無い観光客による落書き や立ち入り禁止を無視しての遭難が絶えない一方で、潤沢な予算によって続々と長城の復興が進められている。
しかしその他の長城、特に中華人民共和国で、最も貧しい地域の1つである甘粛省や陝西省では、地元住民による建材の略奪の他、現地当局にまともな予算も専門家もいないことから、雑な修復がされる箇所も見られる（ほとんど現存していない秦代、漢代までの物を含めると総延長2万キロを超える）。長城の破壊には50万元以下の罰金または10年以下の禁錮刑の罰則が存在するが、それにもかかわらず万里の長城の破壊は進行しつづけている。
2006年4月に行われた中華人民共和国の学術団体「中国長城学会」の調査によると、万里の長城が有効保存されている地域は、全体の2割以下で、一部現存している地域も3割であり、残り5割以上は姿を消しているとの報告があった。2015年には、明代長城のうち、およそ3割が風化やレンガの略奪などで消滅したとの報道があった。
2009年には、内モンゴル自治区において、金の採掘のために、鉱山会社が万里の長城の一部を破壊したとの報道があった。
一方で、探査技術の進歩や開発の進展によって、古い時代の長城が新たに発見されることは珍しいことではない。2009年には、吉林省通化市で、秦・漢時代の長城が新たに発見され、長城の東端が11 km東に伸びたとの報道があった。
2009年4月18日、中華人民共和国国家文物局は、万里の長城の総延長を、従来の6,352 km（東端は河北省山海関とされていた）から、8,851.8 kmに修正発表した。狼煙台5723カ所も確認され、煉瓦などでできた人工壁6259.6 kmに加え、くぼみや塹壕部分の359.7 km、崖などの険しい地形2232.5 kmが含まれたことから、総延長が延びたとみられる。
2012年6月5日、中華人民共和国国家文物局は、秦代、漢代など他時代を含んで調査したところ、万里の長城の総延長は従来の2倍以上の21,196.18 kmであったと発表した。
2016年9月23日、遼寧省にある長城の一部が、修復作業の際に業者がコンクリートで平らに塗り固めていたことが判明した。中国国内でも「爆破したほうがまし」など怒りの声が挙がっている。後に中国政府も「歴史的な容姿が著しく損なわれた」として、修復作業に関わった業者の責任者らを処分する方針を示している。
万里の長城は世界でも広く知られている、中華人民共和国を代表する観光名所であるため、特に北京市近郊の長城においては、大規模なイベントに利用されることが多く、しばしば中国国外の有名人が招かれて、イベントを行うこともある。2007年にはフェンディのファッションショーが長城で行われ、2008年には北京オリンピックの聖火リレーにおいて、八達嶺を通過した。

## 比喩表現
英語ではグレート・ウォールやチャイニーズ・ウォールと呼ばれているが、同時に巨大な壁などを指す比喩としても用いられるようになった。
インサイダー取引を防ぐ目的でメリルリンチなどのメガバンクに設けられた、証券ブローカーと財務アドバイスの二部門を情報面で隔離する、職場の物理的分離および社外に適用される規則等もチャイニーズ・ウォールと呼ばれるようになったが、このような用法は不適切であるとして倫理の壁（ethical wall）や防火壁（firewall）への置き換えが提案されている。
アメリカ合衆国大統領のドナルド・トランプは「メキシコとの国境に万里の長城を築く」 と2016年アメリカ合衆国大統領選挙に出馬を表明して当選した。同年にはハリウッドで万里の長城のイメージをフィーチャーした米中合作のファンタジー映画『グレートウォール』が製作された。
膨大な数の銀河が密集し壁のようになっている宇宙の大規模構造も万里の長城に因んでグレートウォールと名付けられている。NBAで活躍した中国人プロバスケットボール選手である姚明はその身長から「歩く万里の長城」と呼ばれた。
他の比喩では、中国共産党政府のインターネット検閲に利用されているコンピュータシステム『グレート・ファイアウォール』 は、万里の長城の英語読みのグレート・ウォールと、これにイントラネットの外部との通信を規制・制御するファイアウォールをかけたものである。2015年にはアメリカ海軍が国際問題となった南沙諸島海域における中華人民共和国の人工島建設を「砂の長城」と呼んで注目された。
万里の長城は中国を代表する建造物であるため、その名を冠する中国の施設や組織も数多く存在する。一例としては、中国最大の自動車メーカーである長城汽車や、1985年に南極海のキングジョージ島に建設された中国最初の南極観測基地である長城基地などがある。
日本では岩手県下閉伊郡田老村（のち田老町、現・宮古市）は1933年（昭和8年）3月3日に発生した昭和三陸地震を起因とする大津波により、集落が壊滅し、多数の死者を出した。集落を津波から守るため、全長1350m、基底部の最大幅25m、地上高7.7m、海面高さ10mの大防潮堤が築かれ、その長さから「万里の長城」と呼ばれた。